# Władysław Wojtakajtis
Władysław Wojtakajtis (ur. 3 lutego 1949 w Stargardzie, zm. 2 marca 2016 tamże) - olimpijczyk, mistrz Polski w pływaniu.
Wychowanek trenera Kurta Zombka. Pływaniem zainteresował się wraz z powstaniem Klubu Pływackiego Neptun Stargard. Pierwszym większym sukcesem było zdobycie dwóch tytułów mistrzowskich na dystansie 400 m i 1500 m stylem dowolnym podczas międzynarodowych mistrzostw Bułgarii w 1965 roku. Rok później - jako jedyny z województwa szczecińskiego oraz drugi w Polsce - osiągnął wymagane minimum kwalifikacyjne do udziału w mistrzostwach Europy.
Najważniejszym momentem w jego karierze był wyjazd na olimpiadę w Meksyku. Aby zaklasyfikować się, w kwietniu 1968 roku przystąpił do próby pobicia rekordu Polski. Na dystansie 200 m stylem dowolnym ustanowił wynik 2:00.8, co dało mu zielone światło na wyjazd do Meksyku. Pomimo że był to czas powyżej minimum olimpijskiego, pływak musiał udowodnić swoją formę na basenie 50-metrowym. Pierwsza próba przebiegła niepomyślnie, jednak podczas Grand Prix Warszawy na pływalni WKS Legia dziewiętnastolatek rozwiał wątpliwości wszystkich. Zwycięstwo i pobicie rekordu Polski na 400 m stylem dowolnym zapewniło mu udział w olimpiadzie.
Podczas igrzysk nie zakwalifikował się do finału 400 m stylem dowolnym. Startował także na dystansie 1500 m stylem dowolnym, jednak i ten występ nie okazał się udany.
W 1970 startował w mistrzostwach Europy w Barcelonie i uniwersjadzie w Turynie, gdzie zdobył brązowy medal na 1500 m stylem dowolnym. Przegrał tylko z dwoma Amerykanami, którzy byli poza wszelką konkurencją, ale okazał się najszybszym Europejczykiem, co stanowi o wartości jego medalu.
Władze Federacji Komunikacyjnych Klubów Sportowych Kolejarz, w których był zrzeszony Neptun, przyznali Wojtakajtisowi nagrodę pieniężną za wybitne osiągnięcia sportowe.
W  tym samym roku pływak opuścił KP Neptun, aby rozpocząć studia na AWF w Warszawie. W czasie studiów wziął udział w olimpiadzie w Monachium. Podjął rywalizację na dystansie 200, 400 i 1500 metrów stylem dowolnym. Jednak zakończył ją bez większych sukcesów.
Po skończeniu studiów „Kajtek” zaczął trenować kolejne pokolenia pływaków w Śląsku Wrocław. W międzyczasie próbował swych sił w grze w piłkę wodną, trenując z zawodnikami IKS Ślęza Wrocław, a także rozgrywając mecze. Jednak nie zawiódł stargardzian i w roku 1978 wrócił w rodzinne strony. Objął stanowisko trenera i był nim do śmierci. W czasie swojej kariery wielokrotnie wygrywał plebiscyty na najlepszego sportowca województwa szczecińskiego.
Zmarł 2 marca 2016 roku. Uroczystości pogrzebowe odbyły się 5 marca 2016 roku. Został pochowany na Starym Cmentarzu w Stargardzie przy ul. Tadeusza Kościuszki.